# Cowboy Carter
Cowboy Carter is het achtste studioalbum van de Amerikaanse zangeres Beyoncé. Het album werd uitgebracht op 29 maart 2024, door Parkwood Entertainment en Columbia Records. Cowboy Carter is het tweede deel van het trilogieproject van de zangeres, na Renaissance (2022).
Cowboy Carter wordt bestempeld als een countryalbum, maar het mengt diverse muzikale genres zoals pop, hiphop, psychedelische funk, blues, soul, rock-'n-roll, opera, Ierse jig en folkmuziek. Het album wordt gepresenteerd als een radio-uitzending van een fictief station genaamd "KNTRY Radio Texas", met countryzangers Dolly Parton, Linda Martell en Willie Nelson als diskjockeys. Op de nummers van het album staan (country)artiesten zoals Tanner Adell, Brittney Spencer, Tiera Kennedy, Reyna Roberts, Shaboozey, Miley Cyrus, Post Malone en Willie Jones. 
Het album brak verschillende streaming-records en debuteerde wereldwijd op nummer één in verschillende landen. Van het album werden twee singles uitgebracht, Texas Hold 'Em en 16 Carriages. Bij de uitgave ontving Cowboy Carter zowel lof als negatieve kritiek van critici, waarbij enkelen het zelfs bestempelden als een "meesterwerk". Critici prezen de genre-experimenten, het uitgebreide bereik en de eclectische referenties van het album en zeiden dat het bijdroeg aan een ambitieuze heruitvinding van Americana en country door de lens van zijn zwarte wortels. De Cowboy Carter Tour werd aangekondigd op 1 februari 2025. 

## Achtergrond
Beyoncé is geboren en getogen in Houston, te midden van het cowboy-erfgoed en de country- en zydecomuziek van de stad. Beyoncés eerste opmerkelijke associatie met countrymuziek kwam in 2007, toen ze een bluegrass-geïnspireerde versie van haar hit Irreplaceable uitvoerde met het countryduo Sugarland tijdens de American Music Awards. Ze bracht voor het eerst een origineel countrynummer uit in 2016: het nummer Daddy Lessons op haar zesde studioalbum Lemonade. Beyoncé voerde het nummer samen met The Chicks (die het nummer eerder hadden gecoverd) uit tijdens de Country Music Association Awards op 2 november 2016. Het optreden werd overwegend geprezen door critici en bezorgde de Country Music Association Awards hun hoogste kijkersaantal in de geschiedenis; het werd echter ook met tegenzin ontvangen, waarbij sommigen kritiek hadden op Beyoncés aanwezigheid en beweerden dat ze niet in het genre thuishoorde. De Country Music Association verwijderde alle reclameposts over Beyoncés optreden, wat werd gezien als toegeven aan de druk in een poging om verzet tegen de organisatie te voorkomen.
Deze ervaring leidde tot de creatie van Cowboy Carter. Beyoncé vertelde hoe het haar duidelijk werd gemaakt dat ze niet welkom was in de countrymuziek, maar in plaats van zich door de kritiek uit het genre te laten dwingen, zorgde het ervoor dat ze de beperkingen die haar werden opgelegd overwon. Ze verdiepte zich in de geschiedenis van countrymuziek en de westerncultuur en deed onderzoek naar de Afro-Amerikaanse wortels ervan. Cowboy Carter was meer dan vijf jaar in de maak. Beyoncé begon het album te schrijven in 2019 en nam het vervolgens op tijdens de COVID-19 pandemie, die ze beschreef als haar meest creatieve periode. Beyoncé nam ongeveer 100 nummers op voor het album. Elk nummer is een eigen herbewerkte versie van een westernfilm. Het eerste deel, Renaissance (2022), is voornamelijk een house- en discoplaat die de zwarte voorlopers van de dansmuziek belicht en viert, waardoor sommigen geloven dat elk album van de trilogie de zwarte wortels van een ander muziekgenre zou verkennen.

## Tracklist
Nummers van Cowboy Carter
| Nr. | Titel                      | Duur |
| --- | -------------------------- | ---- |
| 1.  | Ameriican Requiem          | 5:25 |
| 2.  | Blackbiird                 | 2:11 |
| 3.  | 16 Carriages               | 3:47 |
| 4.  | Protector                  | 3:04 |
| 5.  | My Rose                    | 0:53 |
| 6.  | Smoke Hour ★ Willie Nelson | 0:50 |
| 7.  | Texas Hold 'Em             | 3:53 |
| 8.  | Bodyguard                  | 4:00 |
| 9.  | Dolly P                    | 0:22 |
| 10. | Jolene                     | 3:09 |
| 11. | Daughter                   | 3:23 |
| 12. | Spaghettii                 | 2:38 |
| 13. | Alliigator Tears           | 2:59 |
| 14. | Smoke Hour II              | 0:29 |
| 15. | Just For Fun               | 3:24 |
| 16. | II Most Wanted             | 3:28 |
| 17. | Levii's Jeans              | 4:17 |
| 18. | Flamenco                   | 1:40 |
| 19. | The Linda Martell Show     | 0:28 |
| 20. | Ya Ya                      | 4:34 |
| 21. | Oh Louisiana               | 0:52 |
| 22. | Desert Eagle               | 1:12 |
| 23. | Riiverdance                | 4:11 |
| 24. | II Hands II Heaven         | 5:41 |
| 25. | Tyrant                     | 4:10 |
| 26. | Sweet ★ Honey ★ Buckiin'   | 4:56 |
| 27. | Amen                       | 2:25 |

- MusicBrainz release group: fa566e7b-254a-4fab-8aa5-ebcb7592d7f2